# St-Ambroise noire
 (avril 2016).
Si vous disposez d'ouvrages ou d'articles de référence ou si vous connaissez des sites web de qualité traitant du thème abordé ici, merci de compléter l'article en donnant les références utiles à sa vérifiabilité et en les liant à la section « Notes et références ».
La St-Ambroise Noire est une bière de fermentation haute de type « stout à l'avoine ». Elle est brassée par la Brasserie McAuslan située à Montréal (Québec, Canada).
Cette bière a remporté la deuxième position lors des Championnats mondiaux de la bière en 1994 parmi 200 concurrents.